# ژارناک
ژارناک (تلفظ در فرانسوی: [ʒaʁnak]؛ Occitan: [d͡ʒaɾˈnak]؛ سن اونژه: Jharnat) یک کمون در دپارتمان شارنت واقع در جنوب غربی فرانسه است.
این کمون محل وقوع نبرد ژارناک در سال ۱۵۶۹ بوده است.
زادگاه و آرامگاه فرانسوا میتران، رئیس‌جمهور فرانسه از ۱۹۸۱ تا ۱۹۹۵، در این کمون واقع شده است.